# Psylliodes belarbii
Psylliodes belarbii es una especie de insecto coleóptero de la familia Chrysomelidae.
Fue descrita científicamente en 1991 por Doeberl.